# Lily Lake (Wisconsin)
Lily Lake es un lugar designado por el censo ubicado en el condado de Kenosha en el estado estadounidense de Wisconsin. En el Censo de 2010 tenía una población de 477 habitantes y una densidad poblacional de 279,89 personas por km².

## Geografía
Lily Lake se encuentra ubicado en las coordenadas 42°34′1″N 88°12′49″O / 42.56694, -88.21361. Según la Oficina del Censo de los Estados Unidos, Lily Lake tiene una superficie total de 1.7 km², de la cual 1.36 km² corresponden a tierra firme y (20.21%) 0.34 km² es agua.

## Demografía
Según el censo de 2010, había 477 personas residiendo en Lily Lake. La densidad de población era de 279,89 hab./km². De los 477 habitantes, Lily Lake estaba compuesto por el 98.11% blancos, el 0.21% eran afroamericanos, el 0.63% eran amerindios, el 0.21% eran asiáticos, el 0% eran isleños del Pacífico, el 0.21% eran de otras razas y el 0.63% pertenecían a dos o más razas. Del total de la población el 2.94% eran hispanos o latinos de cualquier raza.